# 17 Again - Ritorno al liceo
17 Again - Ritorno al liceo (17 Again) è un film commedia del 2009 diretto da Burr Steers con protagonisti Matthew Perry e Zac Efron. Si tratta dell'ultimo lavoro cinematografico di Matthew Perry, che da lì in poi reciterà solamente per la televisione fino alla sua morte.

## Trama
1989: Mike O'Donnell ha 17 anni e una grande prospettiva per il suo futuro, essendo un ottimo giocatore di pallacanestro. La sera della partita più importante della sua vita, in cui un osservatore potrebbe sceglierlo per un futuro da professionista nel basket, la sua ragazza Scarlet gli rivela di essere incinta; nonostante il parere contrario di lei, Mike decide di abbandonare la partita, rinunciando al suo sogno, e di sposare Scarlet.
2009: a 37 anni, Mike O'Donnell capisce che la sua vita non è come se l'era immaginata: si sta separando dalla moglie, vive momentaneamente con l'amico d'infanzia Ned Gold, la sua carriera in un'industria farmaceutica non decolla e il rapporto con i figli adolescenti Maggie e Alex è privo di dialogo. Una sera torna al suo vecchio liceo, ricordando nostalgicamente i tempi in cui, frequentandolo, era un giovane e promettente giocatore di basket; in quel momento si avvicina un bidello, e i due iniziano a parlare: Mike afferma con convinzione che, se quella sera di vent'anni prima avesse scelto diversamente, ora la sua vita non sarebbe stata quel disastro che era. Mentre sta tornando a casa in auto, tra la pioggia incessante gli sembra di vedere il bidello intento a buttarsi giù da un ponte. Mike blocca la macchina per salvarlo ma il bidello sembra sparito; sporgendosi, Mike cade e viene risucchiato in un vortice del fiume. Quando riemerge, senza rendersene conto, si ritrova ad essere di nuovo un ragazzo di 17 anni.
Mike torna a casa, dove il suo amico Ned lo scambia per un ladro, ma, dopo aver visto una vecchia foto di loro due ai tempi del liceo, lo riconosce e capisce che l'intruso è davvero Mike ringiovanito. Ned allora, fingendosi suo padre, iscrive Mike al suo vecchio liceo, dove ora sono iscritti anche i suoi figli, facendolo passare per suo figlio e iscrivendolo come Mark Gold. Il liceo presenta varie sfide per Mark/Mike: vestirsi alla moda e farsi accettare dagli altri ragazzi. Ma le sue preoccupazioni maggiori riguardano i suoi figli: Maggie sta insieme al presuntuoso e arrogante capitano della squadra di basket Stan, il bullo della scuola, del quale Alex è vittima prescelta. Mike si accorge di essere né un buon padre né un buon marito. Dopo alcuni strampalati avvenimenti scolastici, riesce a stringere amicizia con Alex, e lo aiuta ad aver maggior fiducia in sé stesso, facendolo anche entrare nella squadra di basket della scuola.
Dopo svariate vicissitudini di Mark (presa di posizione anti-rapporti sessuali pre-matrimoniali, discussioni non proprio pacifiche con il capitano della squadra di basket e allenamenti duramente preparatori per entrare nella squadra del liceo per il figlio) e di Ned (tentativi maldestri di conquistare l'avvenente preside) la storia si sviluppa in modo altamente negativo per il primo e positivo per il secondo.
Durante tutta la storia, Mike è sempre stato molto vicino a Scarlet, facendole credere di essere figlio di Ned e amico di Alex. In lui, lei rivede, giustamente, suo marito da giovane e ne è vagamente attratta, ma al contempo, essendo Mark un ragazzo della stessa età dei suoi figli, cerca in tutti i modi di respingere questo pensiero, giudicandolo inopportuno. Nel frattempo, Maggie viene lasciata da Stan e comincia a fare delle avance a Mark, senza sapere che sia suo padre. Durante una festa, Mark finisce per dare un bacio a Scarlet, che lo allontana, schiaffeggiandolo. Vista la scena, Mark viene schiaffeggiato anche da altre ragazze che avevano messo gli occhi su di lui, compresa sua figlia Maggie, e persino dall'amico Ned.
All'udienza per il divorzio, Ned si presenta in aula come un improbabile avvocato che rappresenta Mike, dichiarando che il suo assistito è 'fuori città'. Mark sostiene di aver portato una lettera scritta da Mike. Leggendo con trasporto, la lettera suscita la commozione di tutti i presenti, soprattutto di Scarlet. Dopo una lunga serie di interruzioni dell'udienza, Mark se ne va senza essere riuscito a convincere la moglie a non lasciarlo. Tuttavia, Scarlet prende in mano la lettera, rendendosi così conto che sul foglio non c'erano scritte le parole pronunciate da Mark, e che quindi la lettera era in realtà un discorso improvvisato dal ragazzo, per cui comincia a credere che Mark sia effettivamente Mike ringiovanito. 
Gli eventi successivi evolvono in modo tale che Mark si trova a rivivere esattamente la stessa scena del passato: si ritrova a dover scegliere se giocare la partita di basket per coltivare il suo sogno o inseguire Scarlet per dichiararle il suo amore mai sopito. Mark decide di abbandonare la partita, facendo entrare Alex al suo posto e fornendo così al figlio la possibilità di mostrare il suo valore nel basket, opportunità che lui aveva perso vent'anni prima. Nel tunnel che conduce fuori dalla palestra Mark ritorna misteriosamente adulto, mostrandosi a Scarlet nuovamente come Mike, e si riconcilia con lei, salvando il proprio matrimonio. Mike riesce a comprendere di non aver sprecato la sua vita, essendo tornato insieme alla moglie e avendo indirizzato Maggie e Alex a crescere nel modo che lui si auspicava per i propri figli.

## Colonna sonora
17 Again: Original Motion Picture Soundtrack venne pubblicata il 21 aprile 2009.
1. Vincent Vincent and The Villains – On My Own
2. The Helio Sequence – Can't Say No
3. Santigold – L.E.S. Artistes
4. The Kooks – Naive
5. Toby Lightman – This Is Love
6. The Duke Spirit – You Really Wake Up the Love in Me
7. Cat Power – The Greatest
8. The Virgins – Rich Girls
9. Motion City Soundtrack – This Is For Real
10. Ying Yang Twins – Drop
11. Kool & the Gang – Cherish
12. Young MC – Bust a Move
13. Kenny Loggins – Danger Zone (dalla colonna sonora di Top Gun)

### Tracce aggiuntive
1. The Pretenders – Kid
2. Limp Bizkit – Nookie
3. Spoon – The Underdog
4. Bowling for Soup – High School Never Ends (utilizzato nel trailer)
5. Fergie, Salt N' Pepa, JJ Fad – Push It Fergasonic (DJ Axel Mashup)

## Distribuzione
Il film è uscito nelle sale cinematografiche statunitensi il 17 aprile 2009, mentre in Italia il 15 maggio 2009

## Accoglienza

### Incassi
Con un budget di 40 milioni di dollari, 17 Again è stato un successo commerciale con un incasso mondiale di oltre 136 milioni di dollari. Il film ha fatto fruttare 9.465.000 dollari nel suo primo giorno di proiezione in America, e si è piazzato al primo posto nello stesso week-end, incassando 23,7 milioni di dollari, a fronte di una previsione di 20 milioni.

### Critica
A livello di critica il film ricevette giudizi misti, con il sito di recensioni Rotten Tomatoes che gli ha assegnato un punteggio del 57% basato su 148 recensioni appartenenti alla critica specializzata ed un voto medio di 5.40/10.

## Riconoscimenti
- 2 Teen Choice Awards 2009: miglior attore in un film commedia (Zac Efron); miglior attore preferito (Zac Efron)
- Candidatura agli MTV Movie Awards 2010: miglior performance maschile (Zac Efron)

## Remake
Nel 2020 la pellicola ha avuto un rifacimento in forma di drama coreano, intitolato 18 Again.